# Strażnica WOP Lubusz
Strażnica WOP Lubusz – podstawowy pododdział graniczny Wojsk Ochrony Pogranicza.
Strażnica podlegała dowódcy 93 batalionu WOP. Rozwiązana w latach 60. XX w..

## Dowódcy strażnicy
Wykaz dowódców strażnicy podano za Józef Ostrowski: Lubuska Brygada Wojsk Ochrony Pogranicza 1945-1989. Ludzie - wydarzenia. s. 19.
- chor. Jodko
- por. Franciszek Mazurek
- por. Olesik